# Ludwig Buchinger
Ludwig Buchinger (* 16. Dezember 1965 in Tulln an der Donau) ist ein österreichischer Politiker und Kaufmann. Er war von 1999 bis 2001 Mitglied des Bundesrates und von 2001 bis 2003 Abgeordneter zum Landtag von Niederösterreich. Danach verließ er die FPÖ.

## Ausbildung und Beruf
Buchinger besuchte zwischen 1972 und 1976 die Volksschule in Tulln und setzte seine Ausbildung danach bis 1980 an der örtlichen Hauptschule fort. Zwischen 1980 und 1981 besuchte er die Handelsschule und erlernte im Anschluss den Beruf des Fleischhauers. Er legte die Meisterprüfung ab und leistete 1984 den Präsenzdienst. Buchinger arbeitete von 1981 bis 1991 als Fleischer und war zwischen 1991 und 1992 im Außendienst bei der Firma Nannerl tätig. Danach war er von 1992 bis 1994 Mitarbeiter der FPÖ und arbeitete 1994 für die Firma Schaler & Deller. Buchinger machte sich 1995 mit einer Quelle-Agentur selbständig und war 2001–2003 Landesgeschäftsführer der FPÖ Niederösterreich.

## Politik
Buchinger war zwischen 1990 und 1995 Gemeinderat in Tulln und wurde 1995 zum Stadtrat gewählt. Er vertrat die FPÖ zwischen dem 29. Oktober 1999 und dem 27. Juni 2001 im Bundesrat und war danach vom 28. Juni 2001 bis zum 24. April 2003 Abgeordneter zum Landtag. Er hatte zudem ab 1989 die Funktion des Stadtparteiobmanns der FPÖ Tulln inne und war ab 1992 Bezirksparteiobmann der FPÖ Tulln. Nach seinem Ausscheiden aus dem Landtag zog sich Buchinger 2003 aus der Politik zurück, trat jedoch 2010 mit der Liste "Tullner ohne Parteibuch" bei der Gemeinderatswahl in Tulln an. Er erreichte mit seiner Liste drei Mandate und wurde zum Stadtrat gewählt.